# Claudia Müller
Claudia Müller, née le 5 mai 1974 à Brême, est un footballeuse allemande évoluant au poste d'attaquante. Internationale allemande (45 sélections et 22 buts entre 1996 et 2001), elle a évolué notamment à SG Praunheim, 1. FFC Francfort, WSV Wendschott, VfL Wolfsburg et TSV Fortuna. Elle a marqué le but en or en finale de l'Euro féminin 2001 contre la Suède.

## Palmarès
- En sélection :
  - Championne d'Europe : 1997 et 2001.
  - Médaillée de bronze aux Jeux olympiques d'été de 2000.